# 约瑟夫·路德维希·拉比

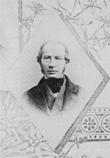
约瑟夫·路德维希·拉贝。

约瑟夫·路德维希·拉比（英語： Joseph Ludwig Raabe，1801年5月15日—1859年1月22日）瑞士数学家。 

## 生平
拉比生于贫苦家庭，幼时就被迫靠做私人家教谋生。他于1820年开始在奥地利的维也纳理工学院学习数学。 1831年秋，他移居苏黎世，并于1833年成为当地的数学教授。1855年，他成为新成立的瑞士理工学院的教授。
拉比最为著名的是判断无穷级数敛散性的拉比判别法，这是达朗贝尔判别法的扩展。 他还以伽马函数的拉比积分而闻名： 
{\displaystyle \int _{a}^{a+1}\log \Gamma (t)\,dt={\tfrac {1}{2}}\log 2\pi +a\log a-a,\quad a\geq 0.}

## 出版物
- Differential- und Integralrechnung (3 volumes) (Zürich, 1839-1847)
- Mathematische Mitteilungen (2 volumes) (1857-1858)